# Oxicefalia
A Oxicefalia é um termo usado às vezes para descrever o fechamento prematuro da sutura coronal mais que de qualquer outra sutura, ou pode ser utilizado para descrever a fusão prematura de todas as suturas. A oxicefalia é o tipo mais grave de craneoestenose.